# Stanisław Mikołajewicz Pac
Stanisław Mikołajewicz Pac herbu Gozdawa (ur. 1522, zm. 1588) – wojewoda witebski od 1566 r., podstoli wielki litewski. 
Syn Mikołaja, brat Mikołaja biskupa kijowskiego. Odznaczył się w wojnach z Carstwem Rosyjskim za panowania Zygmunta Augusta
W 1573 roku potwierdził elekcję Henryka III Walezego na króla Polski.